# لزهر حاج عیسی
لزهر حاج عیسی (عربی: لزهر الحاج عيسى؛ زادهٔ ۲۳ مارس ۱۹۸۴) بازیکن فوتبال اهل الجزایر است.
از باشگاه‌هایی که در آن بازی کرده‌است می‌توان به باشگاه ورزشی القادسیه کویت، باشگاه فوتبال وفاق سطیف، باشگاه فوتبال الشارجه و باشگاه فوتبال مولودیه الجزایر اشاره کرد.
وی همچنین در تیم‌های ملی فوتبال الجزایر بازی کرده‌است.